# Štíty
Štíty là một thị trấn thuộc huyện Šumperk, vùng Olomoucký, Cộng hòa Séc.
Nơi đây vào thập kỷ 80 của thế kỷ 20 đã có rất nhiều các học sinh người Việt Nam, Cu-ba, một số nước châu Phi... tới học tiếng Séc tại Trung tâm trường tiếng Quốc gia (ký túc xá ngay phía sau nhà thờ Stity Kostel), trước khi họ được chuyển về các trường học trên khắp đất nước Tiệp Khắc (sau này là CH Séc & CH Slovakia).